# Kobayashi Maru

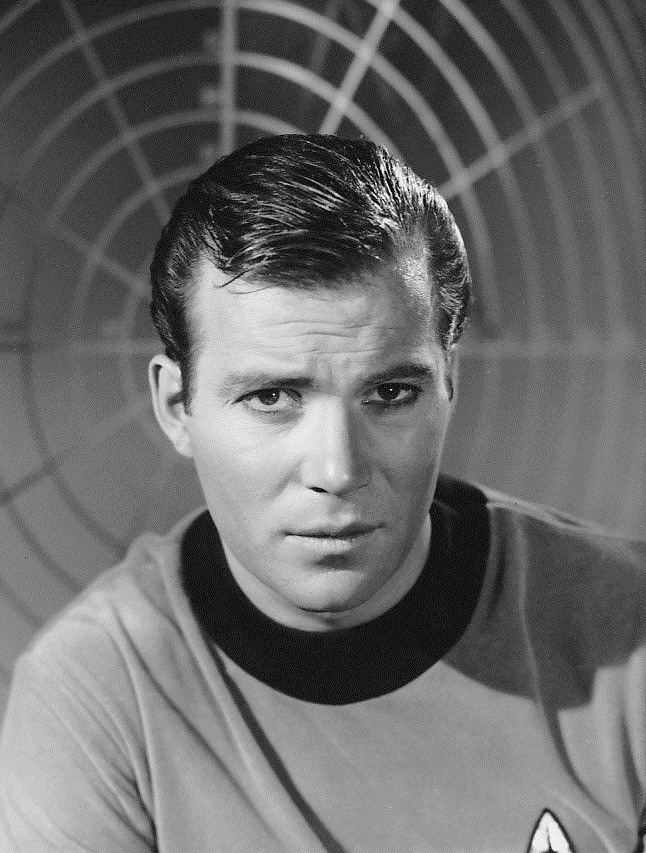
Photo publicitaire de William Shatner dans le rôle du capitaine James T. Kirk dans la série Star Trek.

Le Kobayashi Maru est un vaisseau de transport de carburant neutronique dans l'univers de fiction Star Trek, faisant partie d'une simulation d’entraînement pour les officiers de Starfleet portant son nom.

## Principe de la simulation
Le but de cette simulation est d'analyser la réaction des officiers de Starfleet face à une situation sans issue.
La simulation se déroule dans une salle reproduisant la passerelle d'un vaisseau fictif, l'USS Trainer. Elle commence par l'appel de détresse du transport Kobayashi Maru, naufragé en pleine zone neutre Klingonne. L'USS Trainer étant le seul vaisseau à pouvoir intervenir à temps, le cadet évalué a deux options : ignorer l'appel, ce qui sauve son vaisseau et son équipage, mais est considéré comme un échec, ou bien répondre à l'appel, ce qui provoque inévitablement la confrontation avec une force Klingonne écrasante et place le cadet dans une situation impossible, puisqu'il ne peut ni évacuer le Kobayashi Maru, ni remporter le combat. Sa manière d'affronter la situation permet aux instructeurs d'évaluer le comportement du cadet.
Les seules personnes ayant réussi le test sont James T. Kirk, celui-ci ayant triché en reprogrammant la simulation sous prétexte qu'il n'existait aucun moyen de s'en sortir vainqueur, et Dal, âgé de 17 ans, dans le sixième épisode de la 1re saison de la série Star Trek: Prodigy, Kobayashi, après 103 tentatives, même s'il détruit le Kobayashi Maru par erreur après l'avoir sauvé.
Le Ferengi Nog (ds9) réussi à faire crasher la simulation dans une tentative alors qu'il utilise des stratégies de négociation sortant des capacités et paramètres de la simulation provoquant le crash. Cela a tout de même été considéré comme un échec.
Le premier épisode de la quatrième saison de la série Star Trek: Discovery s'intitule Kobayashi Maru et y fait référence.